# Lonicera acuminata
Lonicera acuminata är en kaprifolväxtart som beskrevs av Nathaniel Wallich. Lonicera acuminata ingår i släktet tryar, och familjen kaprifolväxter. Utöver nominatformen finns också underarten L. a. depilata.

## Bildgalleri

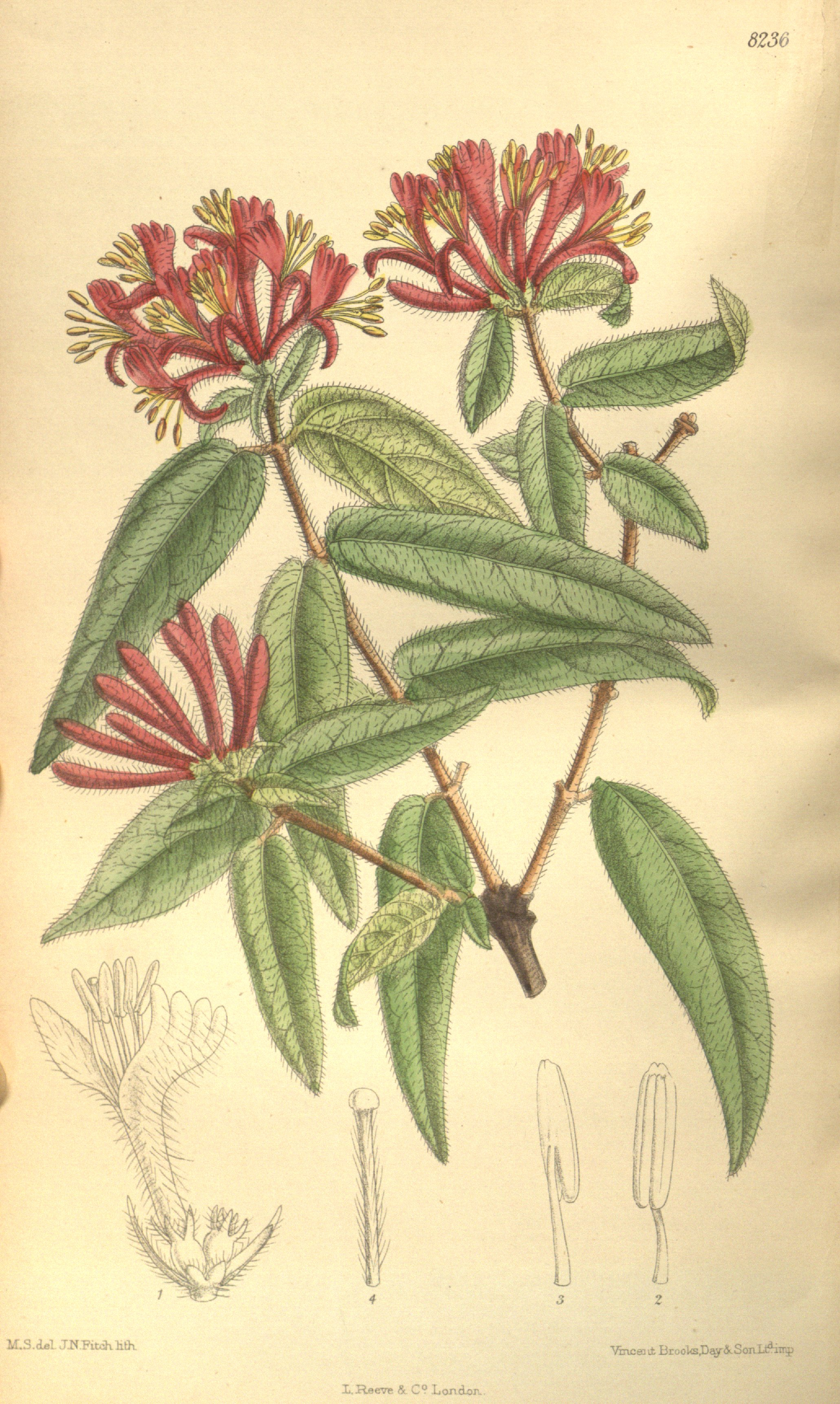
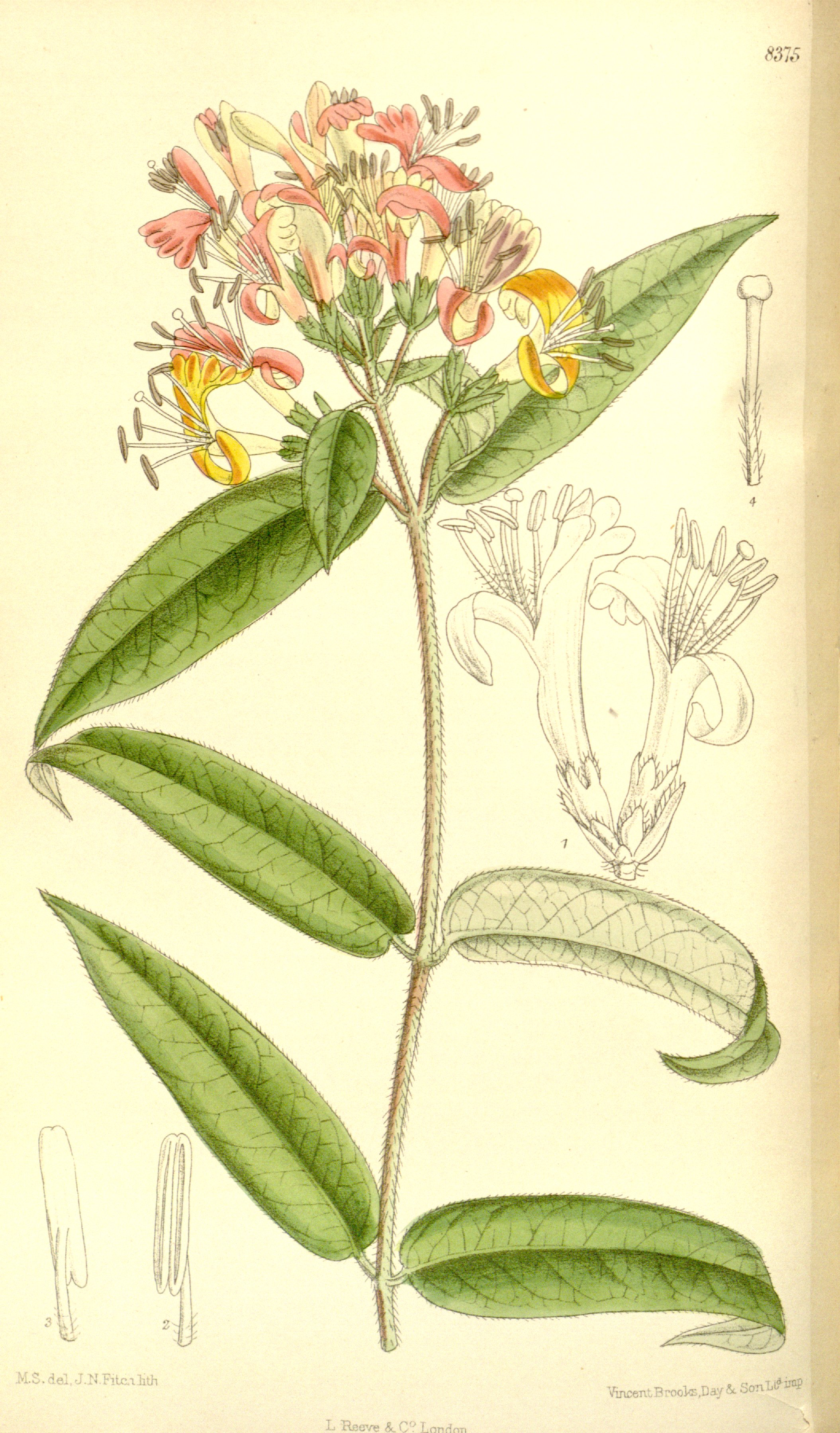
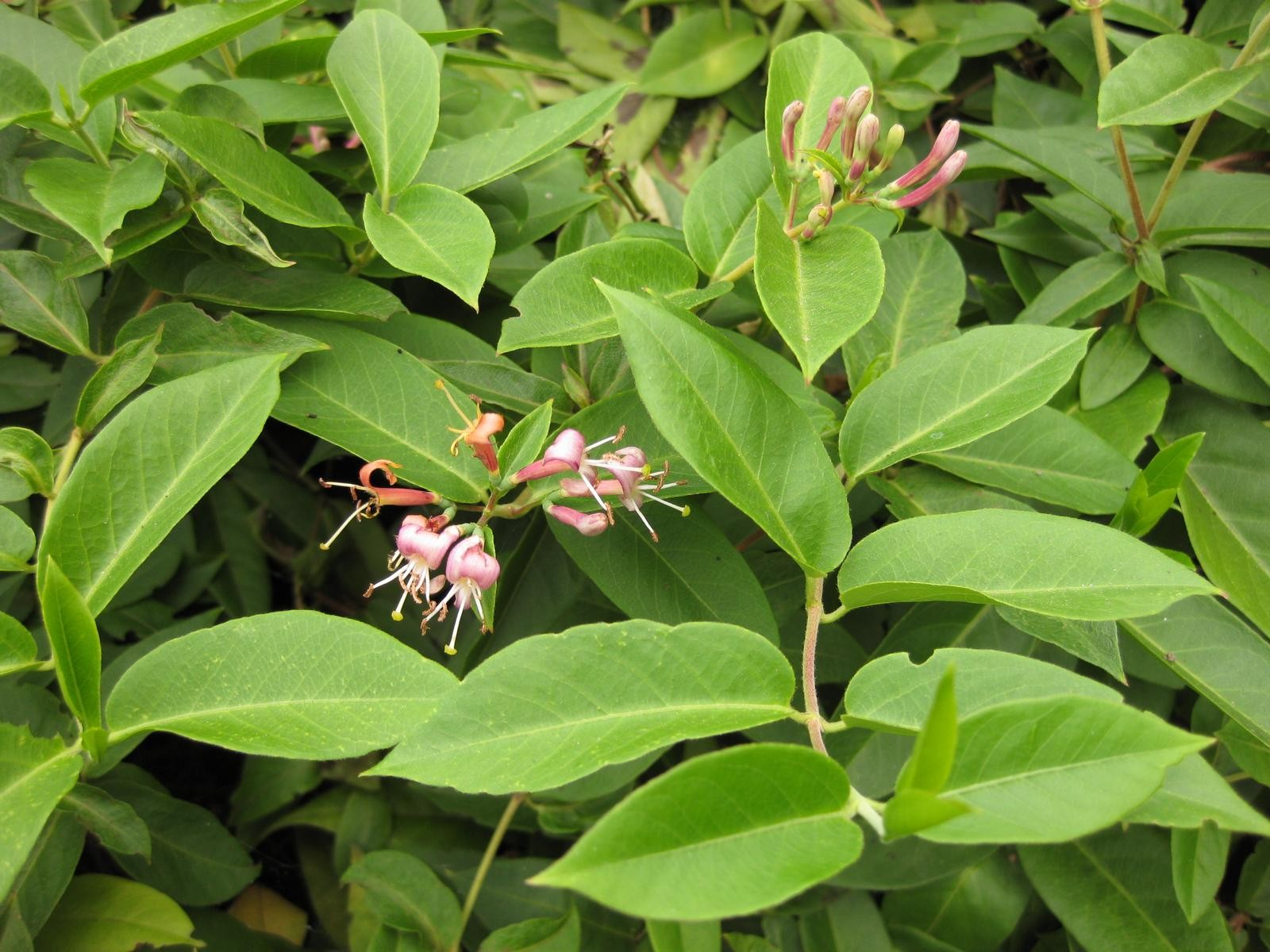
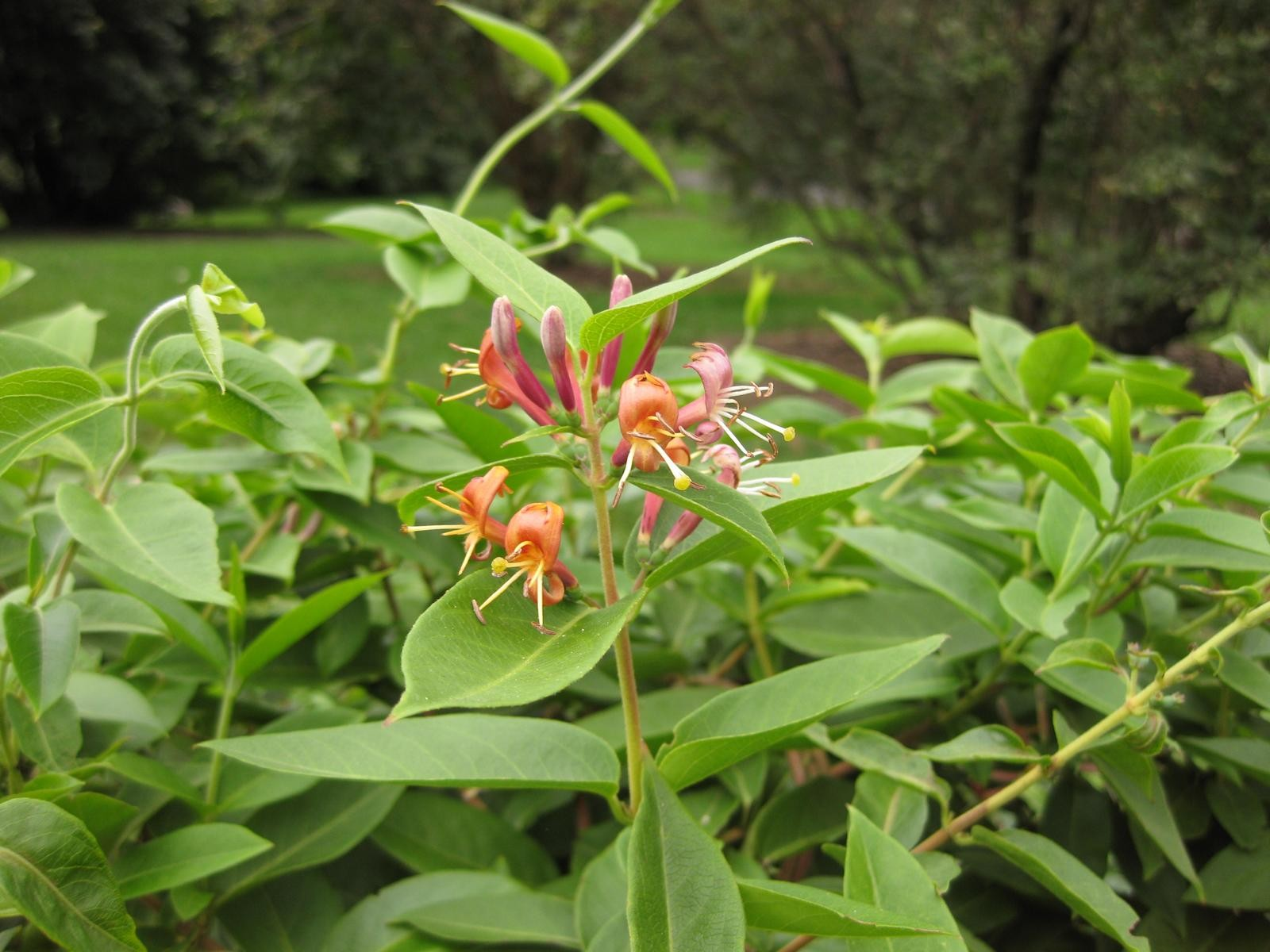
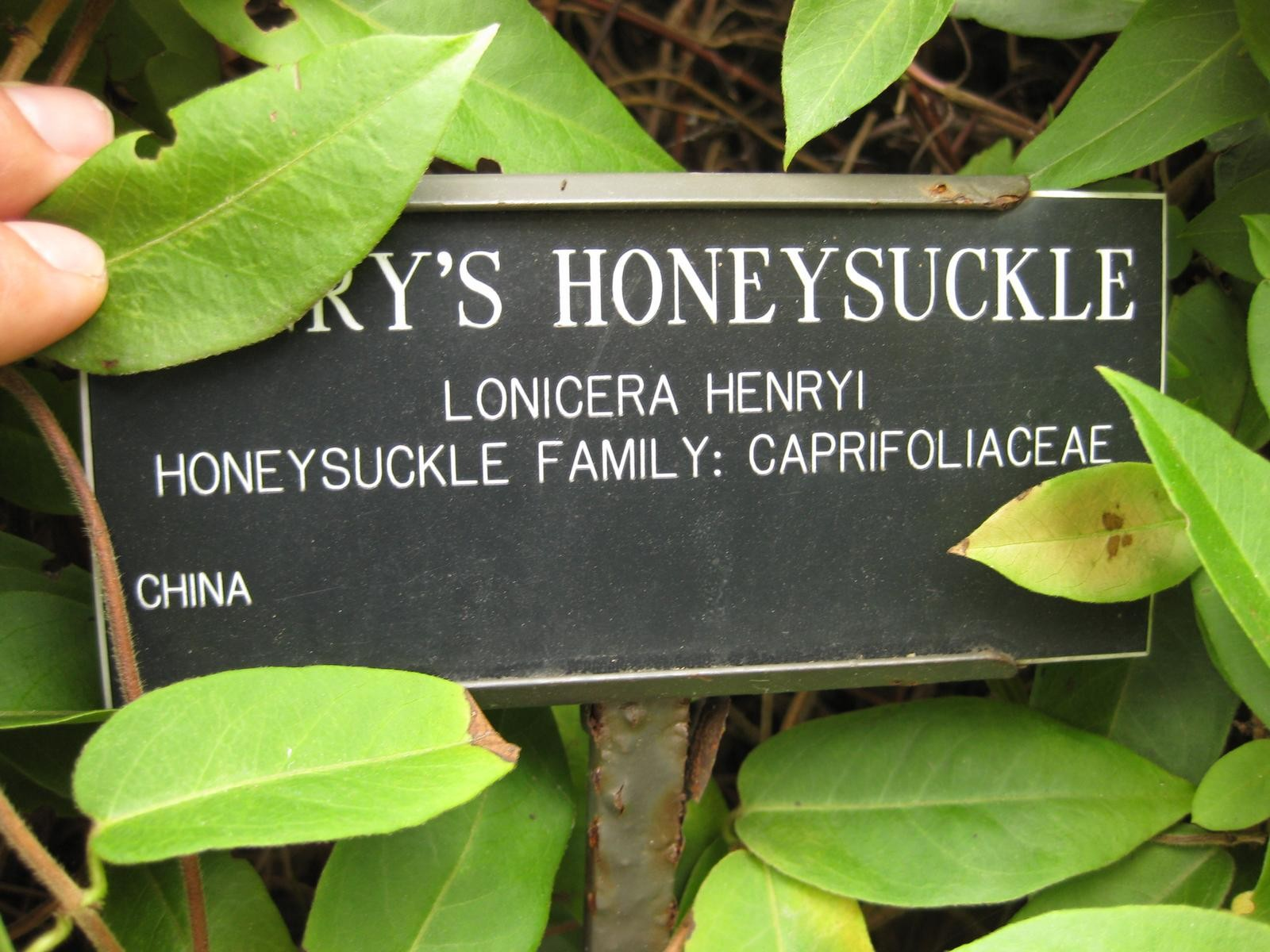
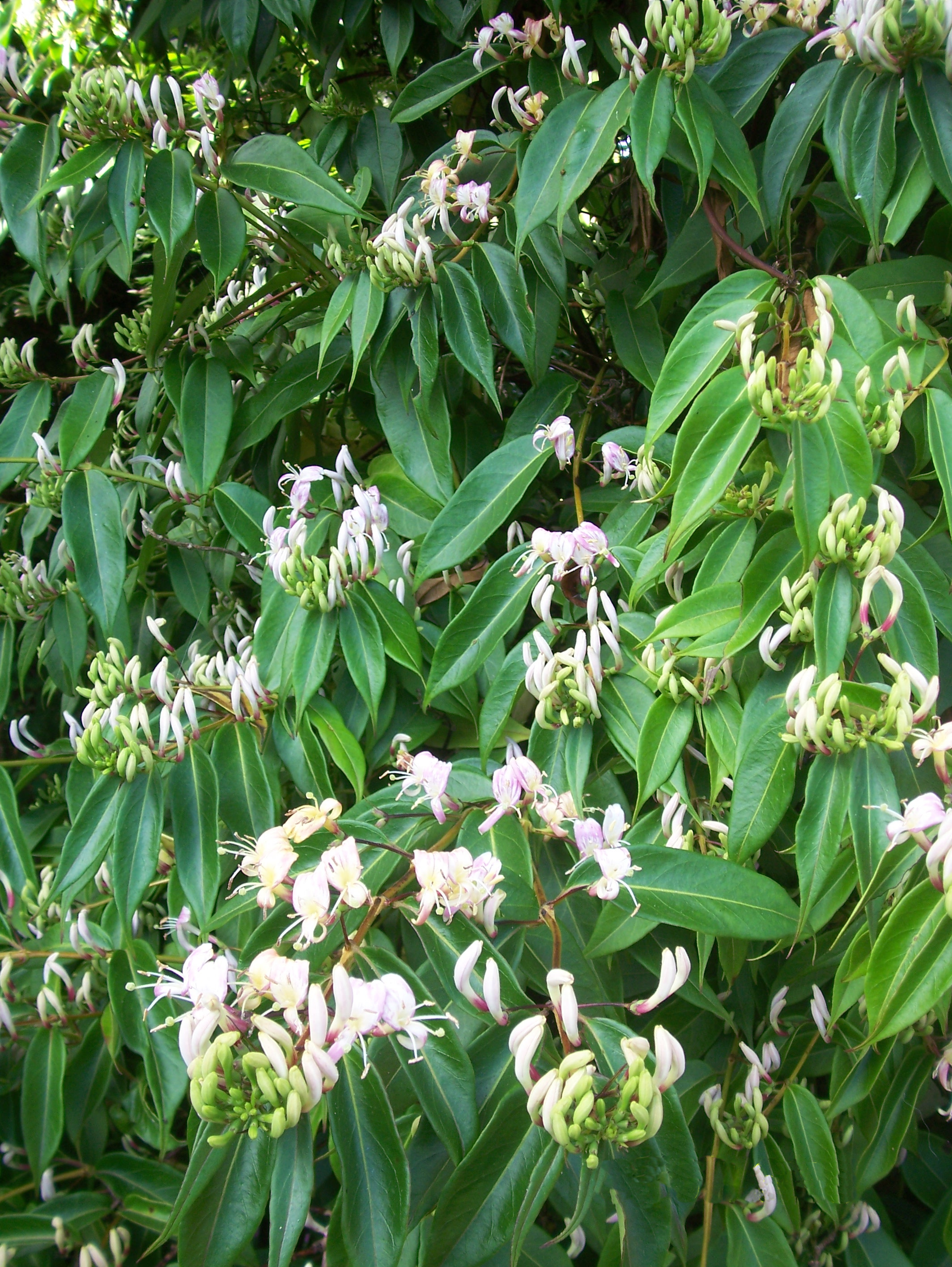